# Karl-Carstens-Preis
Bei dem Karl-Carstens-Preis handelt es sich um einen Preis, der vom Freundeskreis der Bundesakademie für Sicherheitspolitik e.V. gestiftet und seit 1997 alle zwei Jahre in Berlin verliehen wird. Benannt wurde der Preis nach dem ehemaligen Bundespräsidenten Karl Carstens. Der Preis wird an Persönlichkeiten verliehen, die sicherheitspolitische Zusammenhänge im deutschsprachigen Raum fördern und der Öffentlichkeit einen breiten Ansatz moderner Sicherheitspolitik vermitteln. Dotiert ist der Preis mit 5000 Euro.
Im Wechsel (seit 1998) mit der Preisvergabe findet seit 1995 die Manfred-Wörner-Rede an der Bundesakademie statt, die bisher von Karsten Voigt (1995), Werner Hoyer (1997), Jörg Schönbohm (1998), Harald Müller (2004), Christian Schwarz-Schilling (2006), Lothar Rühl (2008), Christian Schmidt (2010) und Klaus Töpfer (2014) gehalten wurde. 2002 sollte Rudolf Scharping sprechen, der allerdings wegen des Amoklaufs von Erfurt absagte. 2012 wurde sie wegen der 20-Jahr-Feier ausgesetzt und 2020 aufgrund der COVID-19-Pandemie. 

## Preisträger
- 1997: Gerhard Hubatschek, Leitung Report Verlag
- 1999: Rolf Clement, Leitender Redakteur der Sendereihe Hintergrund Politik im Deutschlandfunk
- 2001: Wolfgang Leidhold, Schöpfer des politischen, ökonomischen und ökologischen Plan- und Rollenspiels POL&IS
- 2003: Christine Kolmar, Leitung der Abteilung Kommunikation und Politik beim WWF Deutschland
- 2005: Peter Scholl-Latour, Journalist und Publizist
- 2007: Helmut Markwort, Chefredakteur des Nachrichtenmagazins FOCUS
- 2009: Volker Perthes, Direktor des Deutschen Instituts für Internationale Politik und Sicherheit und geschäftsführender Vorsitzender der Stiftung Wissenschaft und Politik
- 2011: Paul Elmar Jöris, landespolitischer Korrespondent beim WDR Düsseldorf
- 2013: Claus Kleber, ZDF-Anchorman
- 2015: Avi Primor, Botschafter a. D.
- 2017: Sylke Tempel, Chefredakteurin Internationale Politik, posthume Ehrung 2018
- 2019: Ahmad Mansour, Psychologe und Autor
- 2021: Gerald Knaus, Vorsitzender der European Stability Initiative
- 2023: Sicherheitshalber, Podcast zur Sicherheitspolitik mit Ulrike Franke, Carlo Masala, Frank Sauer und Thomas Wiegold.